# Alfons II van Aragón
Alfons II van Aragón (1–25 maart 1157 – 25 april 1196), bijgenaamd de Kuise of de Troubadour, was koning van Aragón en, als Alfons I, graaf van Barcelona van 1164 tot zijn dood. Hij was de zoon van graaf Ramon Berenguer IV van Barcelona en koningin Petronella van Aragón en de eerste koning van Aragón die tevens graaf van Barcelona was (zie Kroon van Aragón).  Hij was ook graaf van Provence vanaf 1166 of kort daarvoor, hetgeen hij had overgekocht van gravin Douce II, tot in 1173, toen hij het afstond aan zijn broer Berenguer. Zijn regering wordt door nationalistische en nostalgische historici gekarakteriseerd als l'engrandiment occitànic ("de Occitaanse uitbreiding") of "de Pyrenese eenheid": een groot plan om verschillende landen aan beide kanten van de Pyreneeën onder de heerschappij van het huis Barcelona te brengen.

## Regering
Geboren te Huesca, besteeg Alfons, vanaf zijn geboorte zowel Alfons(o) als Ramon genoemd, als Alfons, uit eerbied voor de Aragonezen, zowel de troon van Aragón en Barcelona als eerbetoon aan Alfons I.
Voor het merendeel van zijn regering was hij een bondgenoot van Alfons VIII van Castilië tegen Navarra en de Moorse taifa-koninkrijken in het zuiden. In zijn poging tot Reconquista drong Alfons door tot aan Teruel, door dit belangrijke bolwerk op de weg Valencia in 1171 te veroveren. In datzelfde jaar nam hij ook Caspe in.
Behalve door gemeenschappelijke belangen, waren de koningen van Aragón en Castilië ook met elkaar verbonden door een formele band van vazalliteit die de eerste verschuldigd was aan deze laatste. Daarnaast trouwde Alfons op 18 januari 1174 in Zaragoza met de infanta Sancha van Castilië, de zus van de koning van Castilië. Een andere mijlpaal in dit verbond tussen beide koningen was het verdrag van Cazorla (1179), waarin de zones van veroveringen in het zuiden werden afgebakend door de waterscheiding van de rivieren Júcar en Segura. De zuidelijke gebieden van Valencia, waaronder Dénia, werden aldus veiliggesteld voor Aragón. Alfons wist met het verdrag van Sangüesa (1168) ook een overeenkomst te sluiten met Sancho VI van Navarra, waarbij ze het territorium van de taifa Murcia tussen hen beiden verdeelden.
Tijdens zijn regering bereikte de Aragonese invloed ten noorden van de Pyreneeën haar hoogtepunt, een natuurlijke tendens omwille van de affiniteit tussen de Occitaanse en Catalaanse gebieden van de Kroon van Aragón. Zijn rijken omvatten niet enkel het graafschap Provence (vanaf 1166 of kort daarvoren), maar ook de graafschappen Cerdanya (1168) en Roussillon (geërfd in 1172). Béarn en Bigorre deden hommage aan hem in 1187. Alfons' betrokkenheid in de politiek in de Languedoc, hetgeen aan zijn opvolger, Peter II van Aragón, het leven zou kosten, bleek op dat moment uiterst voordelig voor hem, want die versterkte de Aragonese handel en stimuleerde emigratie van het noorden om de nieuw veroverde landen in Aragón te koloniseren.
In 1186 hielp hij de Aragonese invloed te vestigen op Sardinië toen hij zijn nicht Agalbursa, de weduwe van de overleden rechter van Arborea, Barison II, steunde door haar kleinzoon Hugo, het kind van haar oudste dochter Ispella, op de troon van Arborea te plaatsen tegenover Peter van Serra.
Alfons II deed de eerste landschenking aan de cisterciënzers aan de oevers van de Ebro in de Aragonese regio, waar het eerste cisterciënzerklooster in deze regio zou ontstaan. Het Monasterio de Piedra werd in 1194 gesticht door dertien monniken van het klooster van Poblet, in een oud kasteel naast de Piedra, het Real Monasterio de Nuestra Senora de Rueda werd gesticht in 1202 en maakte gebruik van de een van de eerste hydrologische technologie in de regio voor het aanwenden van waterkracht en rivieromlegging met als doel het bouwen van een centrale verwarming.
Hij stierf te Perpignan in 1196.

## Literaire patronage en poezië

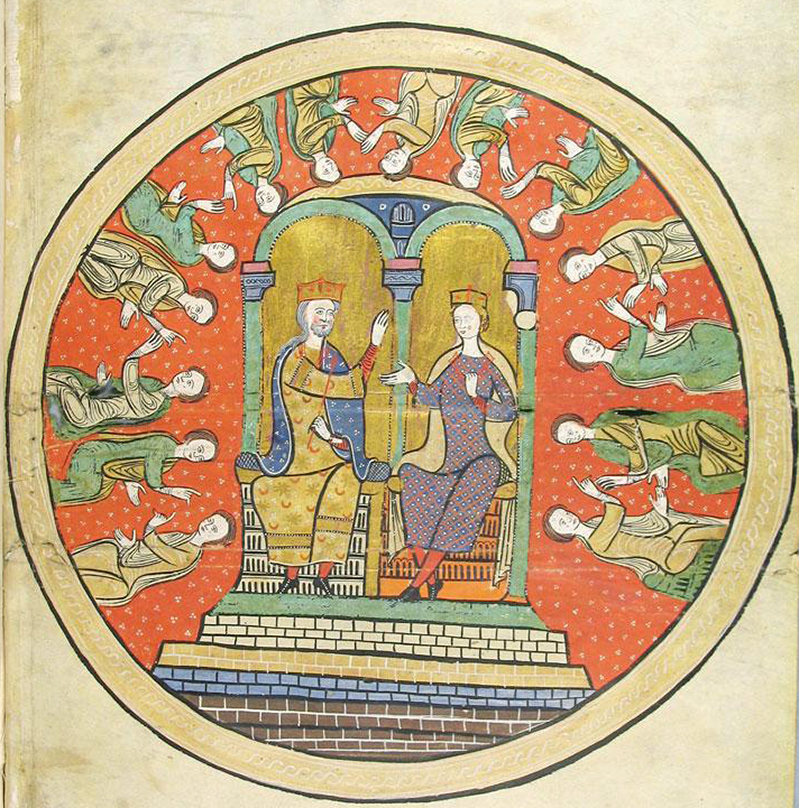
Alfons en Sancha, omringd door de vrouw van het hof (uit het Liber feudorum maior).

Alfons was een bekend dichter in zijn tijd, en een goede vriend van koning Richard Leeuwehart. Eén tensó, "Be·m plairia, Seingner En Reis", klaarblijkelijk gecomponeerd door hem en Giraut de Borneil, maakt deel uit van het poëtische debat of een dame onteerd is door een minnaar te nemen die rijker is dan haarzelf.  Het debat was gestart door Guilhem de Saint-Leidier en werd opgenomen door Azalais de Porcairagues en Raimbaut van Orange; er was ook een partimen over dit onderwerp tussen Dalfi d'Alvernha en Perdigon.
Alfons en zijn liefdesaffaires worden in de gedichten van verscheidene troubadours vermeld, waaronder die van Guillem de Berguedà (die zijn omgang met Azalais van Toulouse bekritiseerd) en Peire Vidal, die Alfons beslissing om met Sancha te trouwen in plaats van met Eudokia Komnene becommentarieerde door te stellen dat hij een arme Castiliaanse meid verkoos boven keizer Manuel zijn gouden kameel.

## Huwelijk en nakomelingen
Bij zijn echtgenote, Sancha van Castilië, dochter van koning Alfons VII van Castilië, geboren in 1155 of 1157 en overleden in 1208, kreeg hij volgende kinderen:
- Peter II (1174/1176 – 14 september 1213), koning of Aragón en heer van Montpellier.
- Constance (1179 – 23 juni 1222), huwde eerst koning Emmerik van Hongarije en vervolgens keizer Frederik II.
- Alfons II (1180 – februari 1209), graaf van Provence, Millau en Razès.
- Eleanor (1182 – februari 1226), getrouwd met graaf Raymond VI van Toulouse.
- Ramon Berenguer (ca. 1183/1185 – jong gestorven).
- Sancha (1186 – na 1241), getrouwd met graaf Raymond VII van Toulouse, in maart 1211
- Ferdinand (1190 – 1249), cisterciënzer, abt van Montearagón.
- Dulcia (1192 – ?), een non te Sijena.